# Alfred Edward Chalon
Pour les articles homonymes, voir Chalon.
Alfred Edward Chalon (né le 15 février 1780 à Genève, mort le 3 octobre 1860 à Kensington) est un peintre portraitiste suisse installé à Londres où il est remarqué par la reine Victoria.

## Biographie
Alfred Chalon naît à Genève d'un père devenu peu après professeur à l'Académie royale militaire de Sandhurst, en Angleterre.
Avec son frère John James (1778-1854), Alfred entame une carrière d'artiste. Entré à la Royal Academy en 1797, il adhère à l'Associated Artists in Water-Colours, groupement d'aquarellistes. À l'Académie, il est élu associé en 1812, puis académicien en 1816.
Connu pour ses portraits parmi la bonne société londonienne, il est choisi par la reine Victoria pour immortaliser sa première visite à la Chambre des lords pour la prorogation du Parlement, peu après le début de son règne, le 17 juillet 1837. La commande est un cadeau pour sa mère Victoire, duchesse de Kent. La reine fait de l'artiste le portraitiste en aquarelle de Sa Majesté. Le portrait assure une certaine renommée à Chalon : une version gravée par Samuel Cousins est distribuée au public le jour du couronnement, le 28 juin 1838,, puis à partir de 1851 l'« effigie Chalon » (Chalon head), extraite du portrait, est utilisée par plusieurs colonies britanniques pour illustrer leurs timbres-poste.
Célibataires, les frères Alfred et John James Chalon vivent ensemble. Alfred meurt en 1860 à Campden Hill, dans le quartier londonien de Kensington.

## Sources et références
1. 1 2  Ron Negus, « The Queen in close-up », Stamp Magazine n° 73-9, septembre 2007, page 47.
2. ↑  Fiche de la gravure de Cousins sur le site de la Government Art Collection, pièce n° 14946.

- Biographie sur le site de Bibliothèque et Archives Canada, consultée le 29 décembre 2007.